# Jules Andrade
Pour les articles homonymes, voir Andrade.
Jules Andrade (né le 4 septembre 1857 aux Batignolles et mort le 25 février 1933 à Brighton-les-Pins) est un physicien, mathématicien et horloger français.

## Carrière
Ancien élève de l’École polytechnique, il est par la suite professeur à l'université de Rennes.
Il prend position en faveur de Dreyfus en 1898, s'adressant au général Mercier : « Mon cher camarade [NB : polytechnicien][…] si Dreyfus est innocent, ce qui, je ne crains pas de le dire, me paraît de plus en plus probable, je te plaindrai de tout mon cœur. »
Muté à l'université de Montpellier, il fut par la suite professeur pendant 26 ans à l'Institut de Chronométrie de l'université de Besançon.

## Prix et distinctions
Il est lauréat du prix Francœur en 1895 et du prix Poncelet en 1917.

## Œuvres
- Chronométrie (1908)
- Le mouvement: mesures de l'étendue et mesures du temps, Paris, Félix Alcan, coll. «Bibliothèque scientifique internationale» (1911)
- Les organes réglants des chronomètres (1920)
- Horlogerie et chronométrie (1924)
- Mécanique Physique, Nabu Press, Reprint 2010,  (ISBN 978-1148526980)
- Leçons de Mécanique Physique, Nabu Press, réédition 2010,  (ISBN 978-1142270735)
- La géométrie naturelle en deux livres